# Reich von Bercoli
Das Reich von Bercoli (Bercoly), ehemals Fatumartó, war ein traditionelles Reich im Nordosten der Insel Timor.

## Geschichte
1860 wurde das Reich von Fatumartó vom portugiesischen Gouverneur Afonso de Castro (1859–1863) der Militärkommandantur Vemasse zugeordnet. Von der Kolonialhauptstadt Dili aus brauchte man 1864 fünf Tage, um Fatumartó im Inselinneren zu erreichen. Zu diesem Zeitpunkt soll das Reich 5500 Einwohner gehabt haben.
Auch in Castros Liste von 1868 wird das Reich mitaufgeführt. 1883 wurden die Militärkommandaturen neu aufgeteilt, aber Fatumartó kam erneut zu Vemasse.
Es folgte die Umbenennung. 1888 unterstützte Bercoli die Portugiesen beim Feldzug gegen Faturó und Sarau und 1902 gegen weitere Aufstände.
Der Ort Bercoli gehört heute zum Verwaltungsamt Venilale (Gemeinde Baucau). Der Ort liegt beidseitig der Grenze zwischen den Sucos Uma Ana Ico und Uma Ana Ulo, in die sich das gemeinsame Territorium aufteilte.

## Herrscher von Bercoli (Fatumartó)
- Dom Sebastião Guterres (1854)
- Dom Mateus de Sousa Fernandes (1872–1881)
- Soto Maior
- Dom Alexandre Fernandes de Rego (1884–1888)
- Dom Alexandre de Sousa (derselbe?)
- Dom Mariano de Sousa (Sohn)
- Dom Mariano da Costa Freitas (1930–1931) (derselbe?)
- António Pacheco
- Carlos Ximenes da Costa (1934)
- Gaspar de Sousa (angeheirateter Neffe von Dom Alexandre de Sousa)
- Domingos da Costa Belo (1948–1965)
- Francisco
- Luís da Conceição Mira Belo.[6]